# Дієго Паласіос
Дієго Паласіос (ісп. Diego Palacios, нар. 12 липня 1999, Гуаякіль) — еквадорський футболіст, захисник клубу «Лос-Анджелес» та національної збірної Еквадору.

## Клубна кар'єра
Народився 12 липня 1999 року в місті Гуаякіль. Вихованець юнацьких команд футбольних клубів «Норте Амеріка» та «Аукас».
У дорослому футболі дебютував 2017 року виступами за команду «Аукас», в якій провів півтора сезони, взявши участь у 63 матчах чемпіонату. Більшість часу, проведеного у складі «Аукас», був основним гравцем захисту команди.
У липні 2018 року Паласіос відправився в сезонну оренду в нідерландський клуб «Віллем II». 11 серпня 2018 року дебютував у вищому дивізіоні чемпіонату Нідерландів, вийшовши у стартовому складі матчу проти «ВВВ-Венло». Загалом за сезон 2018/19 відіграв за команду з Тілбурга 27 матчів в національному чемпіонаті.

## Виступи за збірні
З 2019 року залучався до складу молодіжної збірної Еквадору до 20 років. У її складі брав участь у молодіжному чемпіонаті Південної Америки 2019 року, зігравши 8 ігор і допоміг своїй збірній вперше в історії виграти золоті медалі змагання, а також був включений в символічну збірну турніру. Цей результат дозволив команді кваліфікуватись на молодіжний чемпіонат світу 2019 року, куди поїхав і Паласіос.
12 жовтня 2018 року дебютував в офіційних матчах у складі національної збірної Еквадору в товариському матчі проти збірної Катару (3:4).

## Статистика виступів

### Статистика клубних виступів
| Сезон             | Команда           | Чемпіонат         | Чемпіонат | Чемпіонат | Національний кубок | Національний кубок | Національний кубок | Континентальні кубки | Континентальні кубки | Континентальні кубки | Інші змагання | Інші змагання | Інші змагання | Усього | Усього | Усього |
| Сезон             | Команда           | Ліга              | Ігор      | Голів     | Ліга               | Ігор               | Голів              | Ліга                 | Ігор                 | Голів                | Ліга          | Ігор          | Голів         | Ігор   | Голів  |        |
| ----------------- | ----------------- | ----------------- | --------- | --------- | ------------------ | ------------------ | ------------------ | -------------------- | -------------------- | -------------------- | ------------- | ------------- | ------------- | ------ | ------ | ------ |
| 2017              | «Аукас»           | Б (ІІ)            | 40        | 1         |                    | -                  | -                  |                      | -                    | -                    |               | -             | -             | 40     | 1      |        |
| 2018              | «Аукас»           | A                 | 23        | 0         |                    | -                  | -                  |                      | -                    | -                    |               | -             | -             | 23     | 0      |        |
| 2018–19           | «Віллем II»       | E                 | 16        | 0         | КН                 | 3                  | 0                  |                      | -                    | -                    |               | -             | -             | 19     | 0      |        |
| Усього за кар'єру | Усього за кар'єру | Усього за кар'єру | 79        | 1         |                    | 3                  | 0                  |                      | -                    | -                    |               | -             | -             | 82     | 1      |        |